# Anoritooq
Anoritooq är ett berg i Grönland (Kungariket Danmark).   Det ligger i kommunen Kujalleq, i den södra delen av Grönland, 500 km sydost om huvudstaden Nuuk. Toppen på Anoritooq är 1 296 meter över havet, eller 198 meter över den omgivande terrängen. Bredden vid basen är 1,3 km.
Terrängen runt Anoritooq är varierad. Havet är nära Anoritooq åt sydost.  Trakten runt Anoritooq består i huvudsak av gräsmarker.